# James Graham (Politiker, 1793)

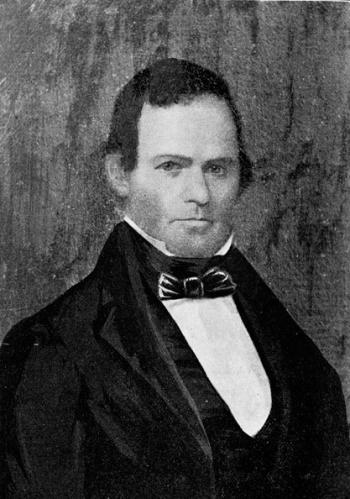
James Graham

James Graham (* 7. Januar 1793 im Lincoln County, North Carolina; † 25. September 1851 im Rutherford County, North Carolina) war ein US-amerikanischer Politiker. Zwischen 1833 und 1847 vertrat er mehrfach den Bundesstaat North Carolina im US-Repräsentantenhaus.

## Werdegang
James Graham war der jüngere Bruder von William Alexander Graham (1804–1875), der Gouverneur von North Carolina und US-Senator für diesen Bundesstaat war. Nach einer guten Grundschulausbildung studierte er bis 1814 an der University of North Carolina in Chapel Hill. Nach einem anschließenden Jurastudium und seiner 1818 erfolgten Zulassung als Rechtsanwalt begann er im Rutherford County in diesem Beruf zu arbeiten. Gleichzeitig schlug er eine politische Laufbahn ein. Dabei war er ein Gegner des späteren US-Präsidenten Andrew Jackson. Zwischen 1822 und 1829 saß er mehrfach als Abgeordneter im Repräsentantenhaus von North Carolina.
Bei den Kongresswahlen des Jahres 1832 wurde Graham im zwölften Wahlbezirk von North Carolina in das US-Repräsentantenhaus in Washington, D.C. gewählt, wo er am 4. März 1833 die Nachfolge von Samuel Price Carson antrat. Nach vier Wiederwahlen konnte er bis zum 3. März 1843 fünf Legislaturperioden im Kongress absolvieren. 1836 musste er für einige Monate sein Amt aufgeben, weil nach einer Wahlanfechtung Nachwahlen fällig wurden, die er auch gewann. In den 1830er Jahren wurde Graham Mitglied der Whig Party. Zu Beginn seiner Zeit als Kongressabgeordneter wurde dort heftig über die Politik von Präsident Jackson diskutiert. Dabei ging es unter anderem um die umstrittene Durchführung des Indian Removal Act, die Nullifikationskrise mit dem Staat South Carolina und die Bankenpolitik des Präsidenten. Von 1841 bis 1843 war Graham Vorsitzender des Ausschusses zur Verwaltung der öffentlichen Gebäude. Im Jahr 1842 wurde er nicht bestätigt.
Zwei Jahre später wurde er im zweiten Distrikt seines Staates als Nachfolger von Thomas Lanier Clingman erneut in den Kongress gewählt, wo er zwischen dem 4. März 1845 und dem 3. März 1847 eine weitere Legislaturperiode verbringen konnte. Diese war von den Ereignissen des Mexikanisch-Amerikanischen Krieges geprägt. 1846 verzichtete James Graham auf eine weitere Kandidatur. In den folgenden Jahren arbeitete er im Rutherford County in der Landwirtschaft. Er starb am 25. September 1851.